# 百田夏菜子
百田 夏菜子（ももた かなこ、1994年〈平成6年〉7月12日 - ）は、日本のアイドル、歌手、女優、タレント。ももいろクローバーZのリーダーで、イメージカラーは赤色。静岡県出身。愛称は、かなこぉ↑↑。
2016年にNHK連続テレビ小説『べっぴんさん』のメインキャストを演じ、2018年にNHK『プラスティック・スマイル』でドラマ初主演。アニメ『かいけつゾロリ』や、ディズニー配給の映画『ブラックパンサー』日本版の声優も担当した。
静岡県出身で、『ラグビーワールドカップ2019』の開催都市特別サポーター・静岡代表を務めた。また、県の選定により「ふじのくに観光大使」「ふじのくにスポーツサポーター」に就任し、2020年東京オリンピックの聖火ランナーも務めた。
夫はKinKi Kidsの堂本剛。

## 人物像
キャッチフレーズは出身地の静岡になぞらえて「茶畑のシンデレラ」。125ページに渡る人物特集が掲載された書籍『Quick Japan（Vol. 109）』においては、「本心から溢れ出る天真爛漫な笑顔で、見ている者すべてをハッピーにしてしまう能力」が備わっていると、ライターの小島和宏が評した。
同書による、ファン・スタッフ・共演者へのヒアリング調査では、カリスマ性や人柄を“太陽”に例える回答が複数あった。精神科医の斎藤環（筑波大学教授）による鑑定も行われ、強い意志と高いエネルギーを持ち、華があり開放的で明るく非常に行動的であるとされた。
先陣を切って引っ張るリーダーの役割と、品のある謙虚な姿勢と傾向があり、ライターの小島和宏は「弱肉強食の芸能界においては珍しい“普通の感覚”も持ち合わせている」と述べている。
所属するももいろクローバーZにおいても、当初は指名されたリーダーというポジションを嫌がり続けていた。その後、“リーダーはしっかりしなければいけない”という固定観念を外すことで、ありのまま自然体で任務を果たせるようになったという。

### 表現スタイル
エモーショナルで安定した歌唱が特徴。所属グループを初期から担当するスタッフは、上手いだけでは言い表せない意味の“味”を評価しており、メロディーライン通りに歌えるという次元の歌唱力だけではなく、まるで自ら“作曲”しているかのように相手に伝える表現力と安定感が高い、としている。ソロパートとして聴かせどころである落ちサビを割り当てられることも多い。
日頃は漢字が読めなかったり、行動や発想が子供っぽかったりするなど、「おバカ」「天然」と言われるキャラクターである反面、ライブなどの大事な局面では印象的な言動で観客の心をつかむことが多く、ファンや関係者からは「天才」と称されることもある。
ももいろクローバーZが悲願であった国立競技場でのライブを成し遂げた際には、その後の目標について次のように語った。

## 経歴・エピソード
名前の由来は「夏に生まれて菜っ葉のように強い子になるように」という意味から。兄と弟がいる。
3歳の頃から新体操を始めた。体が柔らかく、開脚・側転・前方倒立回転など、このポテンシャルの高さは後のキャリア(エビ反りジャンプ)にも活かされることとなる。
小学生になるとジャズダンスを習い始め、バスケットボールにも打ち込むようになる。この頃に初めて行ったコンサートがモーニング娘。の公演であり、初めて買ったCDも同グループの『恋愛レボリューション21』である。
2005年（小学5年生の時）に、母親が雑誌『De☆View』でスターダストプロモーション（現在の事務所）のオーディション記事を見て応募し、合格した。小学生の頃の憧れは当時同事務所の先輩だった柴咲コウ。当時のレッスンを通じて演技をすることの楽しさに気づき、ドラマの登場人物を真似てセリフを言う遊びなどもしていたという。

### 「ももクロ」結成〜
2008年3月、ももいろクローバー（後のももいろクローバーZ）の立ち上げ時にメンバーとなった。本人が初披露曲『あの空へ向かって』の曲名を考え、母親が『ももいろクローバー』というグループ名や、マスコットキャラクター『ももたん』を考案した。
同年の秋ごろに、高城れにからリーダーを引き継ぐ。
額が広いことから、「でこっぱち」というフレーズを含んだ定番の自己紹介パターンをメンバーと共に考案。この最後の部分で、百田が「茶畑のシンデレラといえば?」と問いかけ、ファンが「かなこぉ↑↑」と独特のイントネーションで返すのが定番化した。チャームポイントを反映した「えくぼは恋の落とし穴」というキャッチフレーズも使い始める。
身体能力の高さを活かし、『行くぜっ!怪盗少女』の曲中のパフォーマンスとして「エビ反りジャンプ」をスタッフと共に編み出すなどして、注目を集めるようになる。2012年には日本テレビ系『メレンゲの気持ち』のレギュラーMCに抜擢された。

### 「ももクロ」結成5周年〜
2014年には、笑福亭鶴瓶がゲストと即興で芝居を行う『劇場スジナシ』にソロで出演。最後に百田が涙を流すシーンもあり、鶴瓶は「芝居は自分がどれだけの感情を入れられるかということが大切。感情が素になってるからすごいいいよね」と評した。百田は「自分でも不思議ですね。普段泣くことないんです、全然。自分もびっくりでした」と振り返った。
同年にはマネージャーとともに首相官邸に招かれ、内閣官房参与の飯島勲との対談を行っている。
2015年、ももいろクローバーZ主演の青春映画『幕が上がる』への出演により百田は、第70回毎日映画コンクールのスポニチグランプリ新人賞（女性）にノミネートされた（第40回報知映画賞では、メンバー全員の演技が認められ特別賞が贈られた）。
レギュラー出演していた音楽番組『坂崎幸之助のももいろフォーク村NEXT』では、他のメンバーとともにギター演奏に取り組み始める。グループで唯一の左利きであり、スポーツをする際を除いて右手を主に使うことはなかったが、番組スタッフは誤って右利き用のギターを用意。すると、練習を重ね右手で弾けるようになった（後述のドラマ『約束のステージ 〜時を駆けるふたりの歌〜』では、ギター演奏をする役柄にも挑戦）。
2016年には、メンバー全員が参加したNHK連続テレビ小説『べっぴんさん』のヒロインオーディションに最終選考まで残り、メインキャストに選ばれた。視聴者からは、“目の演技”など実力を評価する声も上がった。裁縫シーンにおいては、利き手ではない右手で縫う必要があり、この際も練習により克服している。
グループの中では玉井詩織と親密な仲であることから、「ももたまい」というユニットを組んでおり、2人が結婚するという設定で『ももたまい婚』というタイトルのコンサートを同年に行っている。
2017年には、アニメ映画『かいけつゾロリ ZZのひみつ』で本格的な声優に初挑戦。ヒロインの母親役を務め、原作者の原ゆたかからは「数時間やるうちに母性が出てきていた。奇跡を見ました」と評された。
埼玉西武ライオンズの『ライオンズフェスティバル2017』応援大使にも就任。期間中は情熱の炎をコンセプトとしたユニフォームを着用するため、百田のイメージカラーに加えて、元気の良さと爽やかさがマッチするという理由で起用された。始球式ではノーバウンドのストライク投球を2連続で披露し、就任中のチームは13連勝を含む20勝4敗の好成績となった。
同年には札幌医科大学の学園祭に、講演会の特別講師として招かれている。医学生に向けて「人の命を救えるって、私はできない、やりたくてもできないことなので・・・なので逆に、私はそんな命を救う方々の心を救えるようになりたい」と述べた。

### 「ももクロ」結成10周年〜
2018年には、ディズニー配給の映画『ブラックパンサー』の日本版吹替版で、主人公の妹役の声優をオーディションで勝ち取った。さらにNHK『プラスティック・スマイル』で、ドラマ初主演を果たす。
2019年には、ゴールデンタイムで放送の『約束のステージ 〜時を駆けるふたりの歌〜』（日本テレビ系）にて、主演の土屋太鳳に次ぐメインキャストとして出演。監督の佐々部清はその演技に関して、「瞬間の感情をそのまま自然体で演じることが出来るのは天性のもののように思われます」と評した。
『ラグビーワールドカップ2019』の開催都市特別サポーター・静岡代表を務め、静岡県の選定により「ふじのくにスポーツサポーター」や2020年東京オリンピックの聖火ランナーを担当した。
2020年には、アニメ・おジャ魔女どれみの20周年を記念した映画『魔女見習いをさがして』で声優を担当。同時期には、NiziUの『Make you happy』をカバーしてYouTubeで披露したり、広瀬香美のアルバム『歌ってみた 歌われてみた』に参加したりと、ソロボーカルとしても活動の幅を広げる。
2021年には、パリのファッションブランド『レッド ヴァレンティノ（REDValentino）』の新ビジュアルに起用され「多面的な才能とカリスマ性を持ち合わせた人物」 と紹介された。
同年公開のミュージカル映画『すくってごらん』（米国・ライトハウス映画祭でオーディエンスアワードなど複数受賞）では、自身初となるヒロイン（助演女優）を経験。上述の『べっぴんさん』での関西弁に続き、本作では奈良弁を習得し演じている。担当した主題歌や劇中歌においては、“役として”歌うために、「歌い方や声の出し方も“私だったらこの歌い方はしないな”というような、今までやってきたことをあえて削ぎ落とす作業もしました」と振り返っている。さらに劇中で、初となるピアノ演奏に挑戦。映画本編で使われるピアノの音はプロが弾いたものに差し替えられる予定だったが、撮影時の演奏が好評だったため、自らレコーディングをする運びとなった。この経験を活かし、映画撮影後にグループで出演した『阿蘇ロックフェスティバル2019』では、キーボード演奏を披露。2020年末の『ももいろ歌合戦』では大トリとして、ピアノの弾き語りを成功させた。百田は練習の過程とその成果について、次のように述べている。
| 「 | せっかくピアノと向き合う機会なんだから、楽曲だけ丸覚えにして終わりたくなかった。演奏だけじゃなくて、ピアノというのがどういう楽器なのか理屈から知りたいなって。そこから教えてもらったから、撮影から時間が開いた歌合戦でも弾けたんじゃないかな。 | 」 |

音楽と向き合った経験を活かし、2021年には自身初となるソロコンサート『Talk With Me ～シンデレラタイム～』を、さいたまスーパーアリーナで2日間開催。自ら作詞した曲をピアノの弾き語りで披露した。後に、ももいろクローバーZの楽曲『一味同心』の作詞・作曲も手がけている。
2022年には『僕の大好きな妻!』（東海テレビ・フジテレビ系）で連続ドラマ初主演を果たし、発達障害を抱えた妻という難しい役に挑んだ。これに関して『テレビドラマクロニクル 1990→2020』などの著作があるドラマ評論家の成馬零一は、「役者としての百田の魅力は明るさの中に浮かび上がる小さな影」だとして、「ただ明るくかわいいだけの女の子なら、発達障害を抱えた知花（主人公）の悩みは伝わってこないし、逆に暗すぎると物語が重くなりすぎる。発達障害という難しい題材を扱いながらも、観ていて笑顔になれる楽しい夫婦のドラマとして成立しているのは、百田の芝居があるからだ」と評価した。
同年には、ディズニー配給の映画『ブラックパンサー/ワカンダ・フォーエバー』の日本版吹替版で、主役の声優を担当し評判となった。様々なジャンルにおける活動で、自身の声を生かす術について次のように述べている。
| 「 | ドラマや舞台、歌、ナレーション…声の作り方って全部違う。いろんな声の出し方があることを歌をきっかけに知ることができたので、一文字、一文字こだわって歌って、どうしたら届くんだろうってやっていることが、ジャンルは違うんですけど、つながっていたらうれしいです。 | 」 |

2024年1月11日、KinKi Kidsの堂本剛と結婚したことを連名の書面で発表した。

## ソロ出演

### テレビ

#### ドラマ
- 連続テレビ小説 べっぴんさん（2016年10月3日 - 2017年4月1日、NHK） - 小澤（多田）良子 役[36]
- きじまりゅうたの小腹がすきました!（2017年8月8日・26日、NHK総合） - 女子大生 役
- 静岡発地域ドラマ プラスティック・スマイル（2018年11月21日、NHK BSプレミアム） - 主演・林田紬 役[25][37]
- 読売テレビ開局60周年記念スペシャルドラマ 約束のステージ 〜時を駆けるふたりの歌〜（2019年2月22日、読売テレビ・日本テレビ系） - 大空つばさ 役[38]
- 北海道テレビ開局50周年ドラマ チャンネルはそのまま!（2019年3月18日 - 22日、北海道テレビ） - カメオ出演
- オシドラサタデー（テレビ朝日）
  - コタローは1人暮らし（2021年4月24日 - 6月26日） - 小林綾乃 役
  - 帰ってきたぞよ!コタローは1人暮らし（2023年4月15日 - 6月10日） - 小林綾乃 役[39]
- 土ドラ 僕の大好きな妻!（2022年6月4日 - 7月23日、東海テレビ・フジテレビ系） - 主演・北山知花 役[34]
- 24時間テレビ45「愛は地球を救う」内 スペシャルドラマ すぎやまこういち物語 ドラゴンクエスト｢序曲｣知られざる誕生秘話（2022年8月28日、日本テレビ）
- ながたんと青と-いちかの料理帖-（2023年3月24日 - 5月26日、WOWOW） - 桑乃木ふた葉 役[40]
- 金曜ドラマ トリリオンゲーム 第7話 - 最終話（2023年8月25日 - 9月15日、TBS） - 白虎あかり 役[41][42]

#### バラエティMC
※MC（司会）として出演した番組のみ
- メレンゲの気持ち（2012年4月14日 - 2013年9月28日、日本テレビ） - レギュラー[43]
- こんにちは! 動物の赤ちゃん☆夏 2014（2014年8月12日、NHK総合）
- 世界で働くお父さん 10（2016年5月1日、テレビ東京）
- アノ人が解禁告白!『私、地獄を見ました』〜どん底からの逆転生還ストーリー〜（2018年7月3日、フジテレビ） - ゴールデンタイム初MC[44]
- 教えてもらう前と後（2020年3月3日、TBS） - 通常MCの滝川クリステル産休に伴う代役

#### ナレーション
- にっぽん紀行「21歳 福島に“最高の桃”を〜岡山・総社〜」（2013年5月2日、NHK総合）
- 最後の講義 〜未来に託すメッセージ〜（2017年7月16日、NHK BS1）
- スポーツが好きだ! 〜私のチカラの源〜（2016年5月19日 - 2019年9月26日、TBS） - レギュラー
- 世界への約束 出会いのチカラ～ランナー鈴木亜由子（2018年12月30日、東海テレビ） - FNSドキュメンタリー大賞を受賞
- NNNドキュメント「私たち...JK課〜イマドキ女子だからできること〜」（2020年6月8日、日本テレビ）[45]
- ヒラメキ!地域発（2021年3月19日・12月17日、NHK総合）
- 奇々怪々！迷信探偵ファイル～祟りと呪いの謎を追え～（2021年7月31日、フジテレビ）

#### CM
- 船橋競馬場（2025年4月 - ）

#### その他
- SWITCHインタビュー 達人達「のん×百田夏菜子」（2024年5月3日、NHK Eテレ）[46]

### ラジオ
- 百田夏菜子とラジオドラマのせかい（2020年9月7日 - 2023年4月1日、ニッポン放送） - レギュラー冠番組

客演となるマンスリーゲストと1対1で演じるラジオドラマ。開始当初は『ミュ〜コミ+プラス』内の1コーナーであったが、同番組の終了に伴い2021年4月より単独番組化。
2022年8月27日には、放送回数100回を記念して初の配信イベント「『百田夏菜子とラジオドラマのせかい』感謝祭 ＃百せか祭」を開催。
2023年4月1日（3月31日24:53）の放送をもって終了。

### 映画
- SPOTLIGHT（2012年） - 第4回 沖縄国際映画祭 地域発信型プロジェクト地域発信型映画（東京部門）
- すくってごらん（2021年） - 生駒吉乃（ヒロイン） 役[49]

#### 劇場アニメ
- かいけつゾロリ ZZのひみつ（2017年） - ゾロリーヌ（ヒロイン） 役[50]
- 魔女見習いをさがして（2020年） - 主演・川谷レイカ 役（森川葵、松井玲奈とのトリプル主演）[51]

#### 吹き替え
- マーベル・シネマティック・ユニバース - シュリ 役〈レティーシャ・ライト〉
  - ブラックパンサー（2018年）[52]
  - アベンジャーズ/インフィニティ・ウォー（2018年）[53]
  - ブラックパンサー/ワカンダ・フォーエバー（2022年）[54]

### 舞台
- 劇場スジナシ（2014年） - DVD『劇場スジナシ in 名古屋 第二夜 百田夏菜子 完全保存版』として発売されている
- 東京03『FROLIC A HOLIC feat. Creepy Nuts in 日本武道館　なんと括っていいか、まだ分からない』（2023年3月5日、日本武道館）

### 音楽
- ガラ・コンサート「LIFE IS BEAUTIFUL」～平和の尊さを 未来へ～（2025年4月26日、新国立劇場）
- サントリー オールフリー presents 関西氣志團万博 2025 II ～わにま座！かなこ座！きしだん座！ 夏の爆音大三角形～（2025年7月4日、Zepp Osaka Bayside）

### イベント
- 東京・小平警察署 一日警察署長（2015年10月8日）
- 第8回家康楽市 2015秋の陣
- 第25回映画祭TAMA CINEMA FORUM（2015年）
- 海峡映画祭2016
- 第67回 札幌医科大学大学祭 記念講演会（2017年）- ゲスト講師として講演
- ライオンズ フェスティバルズ 2017 - 応援大使
- ピンクリボンフェスティバル（2017年）
- 第5回 ライブ・エンターテイメントEXPO（2017年）
- 映画『ブラックパンサー』韓国プレミア上映会（2018年、韓国・ソウル）
- 東京都主催トークイベント『文化芸術都市 TOKYOの未来』（2018年）
- 日本海老協会主催 第5回ベストシニア大賞受賞式（2018年） - ベスト海老賞を受賞
- ラグビーワールドカップ2019大会開催1年前記念イベントIN ECOPA
- ラグビーワールドカップ2019開催100日前記念トークショー
- 第74回宇奈月温泉雪のカーニバル（2020年）
- 第33回東京国際映画祭（2020年）

### その他
- オレスカバンド「君ストライプ」 ミュージック・ビデオ（2008年）
- オンデーズ（OWNDAYS）メガネ記事広告　モデル（2021・2022年、ファッション誌mina）
- ツインテール姉妹（2022年、テレビ朝日 / TELASA / テレビ朝日公式YouTube）[55]
- gelato pique（ジェラートピケ）ルームウェア記事広告　モデル（2022年、自社ウェブサイト）
- ユニクロ ウェブCM（2022・2023年）[56]
- ファッションブランド「Ground Y 2023」Spring/Summer Collection －百花繚乱（ひゃっかりょうらん）－ キービジュアル
- アパレルブランド「COHINA（コヒナ）」2023 Spring Collection － イメージモデル

## 作品

### アルバム
- ビタミンB（2025年） - ソロアルバム。初回限定版（CD + Blu-ray）、通常盤（CD）

### LIVE ALBUM
- Talk With Me ～シンデレラタイム～（2022年） - 同名のソロコンサートの音源を収録。CDは限定販売[57]、現在は配信のみ[58]

### 配信EP
- 30th（2024年7月15日）

### ソロ曲
- 太陽とえくぼ（2011年）
- 渚のラララ（2012年） - 百田夏菜子 with ザ・ワイルドワンズ名義
- それぞれのミライ（2020年） - 作詞：百田夏菜子 / 作曲：岡田実音　※オリジナル音源は未公開（LIVE ALBUM収録音源のみ）
- 赤い幻夜（2021年、配信限定） - 生駒吉乃（Vo.百田夏菜子）名義、作詞：Mio Aoyama・土城温美 / 作曲・編曲：鈴木大輔
- ひかり（2021年） - 作詞：百田夏菜子 / 作曲：岡田実音・百田夏菜子[注 3]　※オリジナル音源は未公開（LIVE ALBUM収録音源のみ）
- わかってるのに（2021年） - 作詞：ナオト・インティライミ・百田夏菜子 / 作曲：ナオト・インティライミ　※オリジナル音源は未公開（LIVE ALBUM収録音源のみ）
- 赤い風船（2022年） - 作詞・作曲：岡田実音　※NHK『みんなのうた』オリジナル曲。音源は未公開
- クリスマスしよ♡(2023年) - 作詞：百田夏菜子 / 作曲：岡田実音 / 設楽哲也
- 惚れたが勝ちのI LOVE YOU（2025年） - 作詞・作曲：綾小路翔

### ユニット曲
- ももたまい - 玉井詩織（ももいろクローバーZ）とのユニット
  - シングルベッドはせまいのです（2012年）
  - Ring the Bell（2016年、配信限定） - 作詞・作曲・編曲：ツキダタダシ
  - 夜更けのアモーレ（2016年、配信限定） - 作詞：zopp / 作曲：Shusui・木村篤史 / 編曲：木村篤史・Alan de boo
  - 恋のフーガ（2016年） - ザ・ピーナッツの曲をカバー。アルバム『ザ・ピーナッツ トリビュート・ソングス』に収録

### コラボ曲
- 夢は心のつばさ（2017年、CDシングル） - 名義は「ゾロリーヌ（CV：百田夏菜子 from ももいろクローバーZ）with ゾロリ（CV：山寺宏一）」
- ロマンスの神様（2021年） - 広瀬香美のアルバム『歌ってみた 歌われてみた』にデュエットを収録
- おジャ魔女カーニバル!! / with 百田夏菜子(ももいろクローバーZ)（2024年） - 森口博子のアルバム『ANISON COVERS 2』に収録。

### 提供曲
- 一味同心（2022年、配信限定） - 歌：ももいろクローバーZ  / 作詞・作曲：百田夏菜子 / 編曲：永澤和真　※田中将大の選手登場曲

### Blu-ray/DVD
- ももたまい婚（2016年開催、2017年発売）

ももたまい（百田夏菜子＋玉井詩織）によるユニットコンサート。当初は「ももたまいコン」だったが、ファンがSNS上で「ももたまい婚」だと盛り上がったことから、そのタイトルで結婚披露宴をテーマにすることが決まった。大安の日である当日には、多くのファンもフォーマルな装いで来場し、“エア”乾杯用のコップや引き出物のお皿なども配られた。
- Talk With Me ～シンデレラタイム～（2021年開催、2022年発売）[59]

さいたまスーパーアリーナで2日間開催した初のソロコンサート。ピアノの弾き語りも披露した。
- Talk With Me Xmas Night ～シンデレラタイム～（2023年開催、2024年発売）

さいたまスーパーアリーナでクリスマスに開催した2回目ののソロコンサート。

## 書籍
- ももいろクローバーZ 百田夏菜子フォト&スタイルブック えくぼは恋の落とし穴♥（ハート） Anniversary30（2024年12月24日、宝島社）[60]ISBN 978-4299056146